# マシンガー (小惑星)
マシンガー (760 Massinga) は小惑星帯に位置する小惑星である。ハイデルベルクのケーニッヒシュトゥール天文台でフランツ・カイザーによって発見された。
生涯に7個の小惑星を発見した天文学者のアダム・マシンガーに因んで命名された。